# Mooringsport

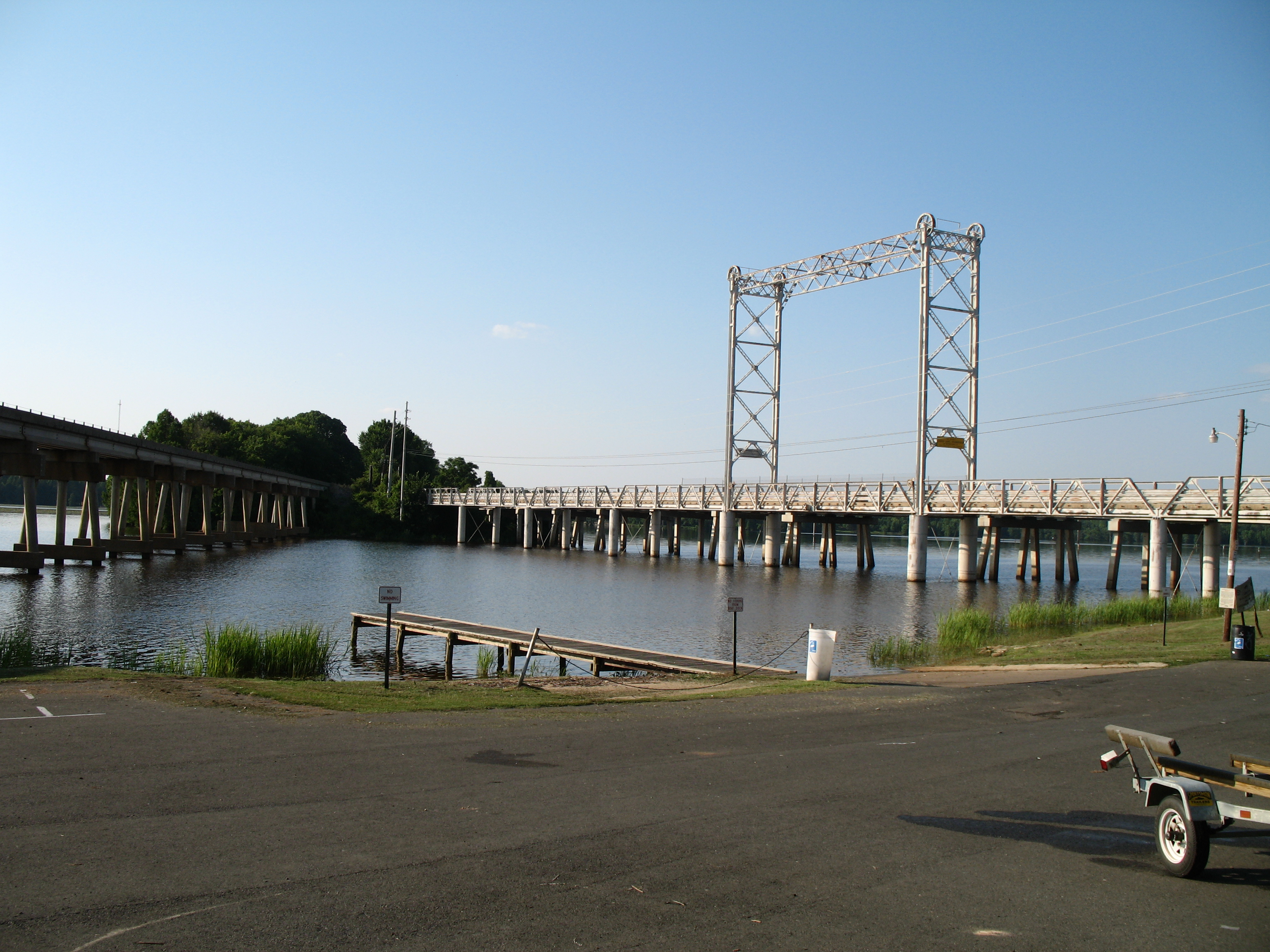
Pont-levis du lac Caddo

Mooringsport est une ville américaine située dans la paroisse de Caddo dans l’État de Louisiane. En 2010, sa population était de 793 habitants.

## Source de la traduction
- (en) Cet article est partiellement ou en totalité issu de l’article de Wikipédia en anglais intitulé « Mooringsport, Louisiana » (voir la liste des auteurs).